# XVII Giochi panamericani
I XVII Giochi panamericani sono una manifestazione multisportiva che si è tenuta dal 10 al 26 luglio 2015, a Toronto, in Canada. Hanno partecipato all'evento circa 6.000 atleti provenienti da 41 paesi in 36 diversi sport. Il primo sport a prendere il via è stato, 3 giorni prima dell'inaugurazione, il torneo di pallanuoto, iniziato il 7 luglio. Sia i Giochi Panamericani che i Parapanamericani (per atleti disabili) sono organizzati dal "Comité Organizador de Toronto 2015" (TO2015). Sono i terzi Giochi panamericani organizzati in Canada, i primi nella provincia dell'Ontario. In precedenza, il Canada ospitò i Giochi del 1967 e del 1999, entrambi a Winnipeg, nella provincia di Manitoba.
Seguendo la tradizione della American Organization Pan Sport (PASO), il sindaco di Toronto, Rob Ford, e il Ministro dello Sport canadese, Bal Gosal, ricevettero la bandiera panamericana durante la cerimonia di chiusura dei Giochi del 2011 svoltisi a Guadalajara, in Messico. La candidatura di Toronto venne scelta il 6 novembre 2009 presso l'Hotel Hilton di Guadalajara, quando la città canadese prevalse alla prima votazione con 33 voti, contro gli 11 di Lima e i 7 di Bogotà, le altre due città candidate ad ospitare i giochi.

## Assegnazione

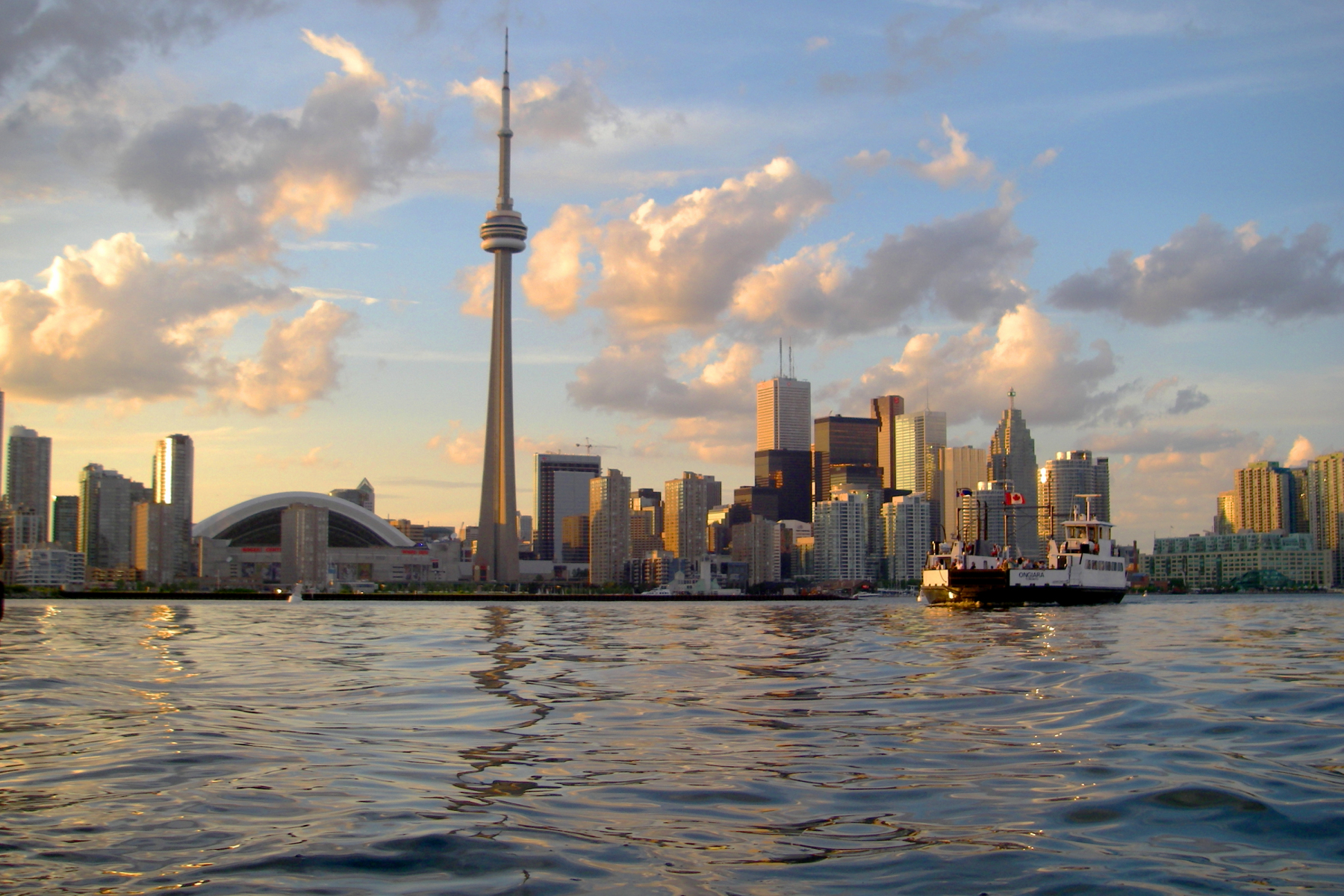
Vista di Toronto dalla baia di Harbour, nel lago Ontario.

Il Comitato Olimpico Canadese scelse Toronto senza bisogno di alcuna votazione, in quanto nessun'altra città canadese avanzò una propria candidatura. L'interesse di Toronto per organizzare i Giochi panamericani iniziò dopo le candidature senza successo per ottenere l'organizzazione delle Olimpiadi estive del 1996 e del 2008, che si svolsero rispettivamente ad Atlanta e Pechino. La PASO, capeggiata da Julio Maglione, valutò la candidatura di Toronto nel 2009, ritenendola idonea a svolgere i giochi.
Nel 2009 a Guadalajara in Messico, alle votazioni erano presenti anche Lima e Bogotà, le capitali rispettivamente, di Perù e Colombia. Alla prima votazione Toronto fu eletta direttamente come sede dei Giochi, in quanto ottenne la maggioranza assoluta dei voti.
| Città   | CON      | 1º Giro |
| Toronto | Canada   | 33      |
| Lima    | Perù     | 11      |
| Bogotà  | Colombia | 7       |

## I Giochi

### Paesi partecipanti
| - Antigua e Barbuda (ANT) - Argentina (ARG) - Aruba (ARU) - Bahamas (BAH) - Barbados (BAR) - Belize (BIZ) - Bermuda (BER) - Bolivia (BOL) - Brasile (BRA) - Canada (CAN) - Cile (CHI) - Colombia (COL) - Costa Rica (CRC) - Cuba (CUB) | - Dominica (DMA) - Ecuador (ECU) - El Salvador (ESA) - Stati Uniti (USA) - Grenada (GRN) - Guatemala (GUA) - Guyana (GUY) - Haiti (HAI) - Honduras (HON) - Isole Cayman (CAY) - Isole Vergini Britanniche (IVB) - Isole Vergini Americane (ISV) - Giamaica (JAM) - Messico (MEX) | - Nicaragua (NCA) - Panama (PAN) - Paraguay (PAR) - Perù (PER) - Porto Rico (PUR) - Rep. Dominicana (DOM) - Saint Kitts e Nevis (SKN) - Saint Vincent e Grenadine (VIN) - Saint Lucia (LCA) - Suriname (SUR) - Trinidad e Tobago (TRI) - Uruguay (URU) - Venezuela (VEN) |

## Sport
Rispetto alla precedente edizione l'unico sport che non in programma a Toronto 2015 è la palla basca, mentre ha fatto il suo debutto il golf, inserito tra gli sport olimpici a partire da Rio de Janeiro 2016 Per la prima volta è stata presente anche la specialità della canoa discesa. Anche baseball e rugby femminile sono stati presenti per la prima volta a Toronto, mentre il softwall maschile è tornato nel programma dopo 2 edizioni nelle quali era assente.
- Atletica leggera (dettagli)
- Badminton (dettagli)
- Baseball (dettagli)
- Beach volley (dettagli)
- Bowling (dettagli)
- Calcio (dettagli)
- Canottaggio (dettagli)
- Canoa/kayak (dettagli)
- Ciclismo (dettagli)
- Equitazione (dettagli)
- Ginnastica (dettagli)
- Golf (dettagli)
- Hockey su prato (dettagli)
- Judo (dettagli)

- Karate (dettagli)
- Lotta (dettagli)
- Nuoto (dettagli)
- Nuoto sincronizzato (dettagli)
- Pallacanestro (dettagli)
- Pallamano (dettagli)
- Pallanuoto (dettagli)
- Pallavolo (dettagli)
- Pattinaggio a rotelle (dettagli)
- Pentathlon moderno (dettagli)
- Pugilato (dettagli)
- Racquetball (dettagli)
- Rugby a 7 (dettagli)
- Scherma (dettagli)

- Sci nautico (dettagli)
- Softball (dettagli)
- Sollevamento pesi (dettagli)
- Squash (dettagli)
- Taekwondo (dettagli)
- Tennis (dettagli)
- Tennistavolo (dettagli)
- Tiro (dettagli)
- Tiro con l'arco (dettagli)
- Triathlon (dettagli)
- Tuffi (dettagli)
- Vela (dettagli)

## Calendario

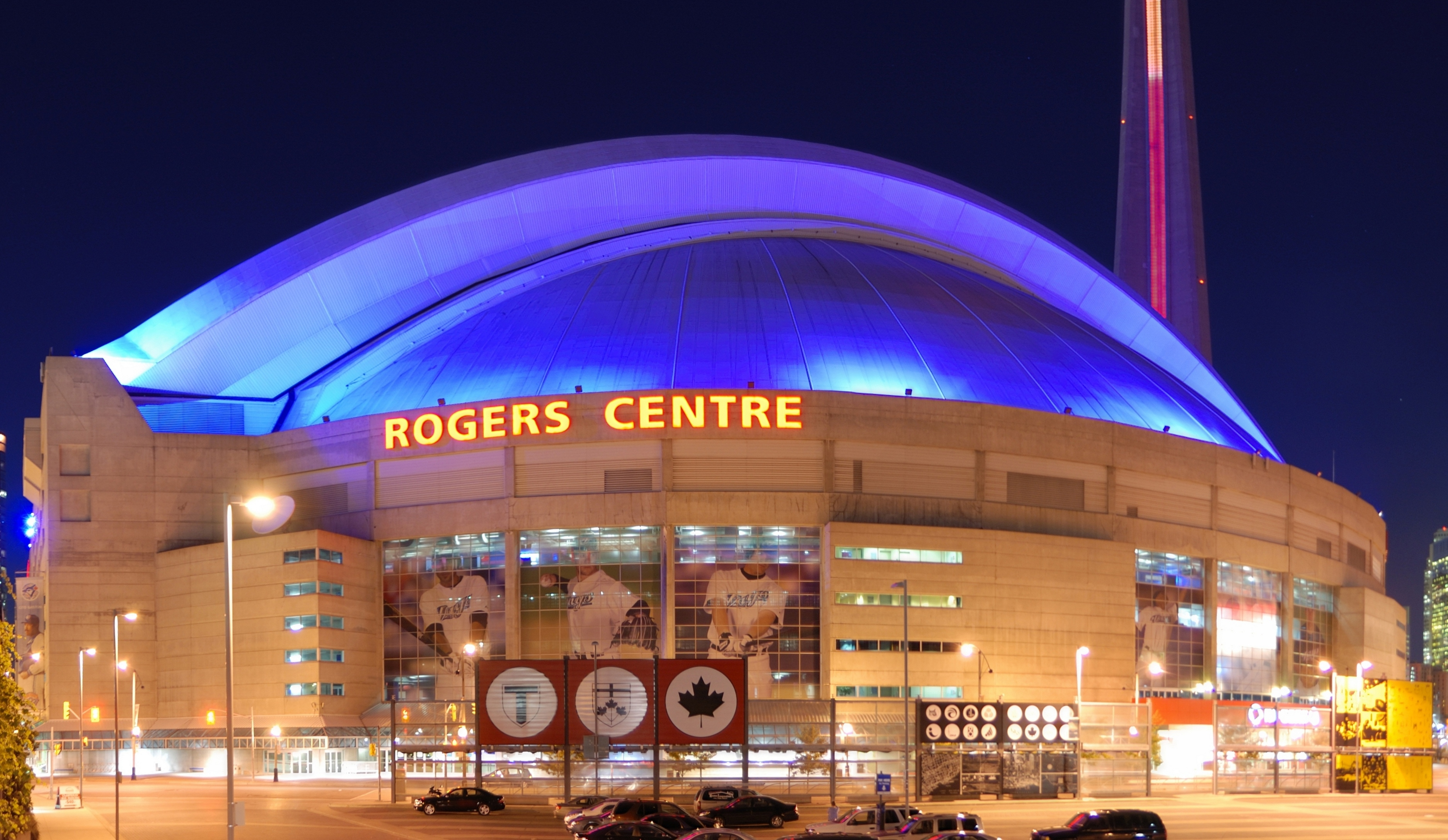
Il Rogers Centre è la sede delle cerimonie di apertura e chiusura dei giochi.

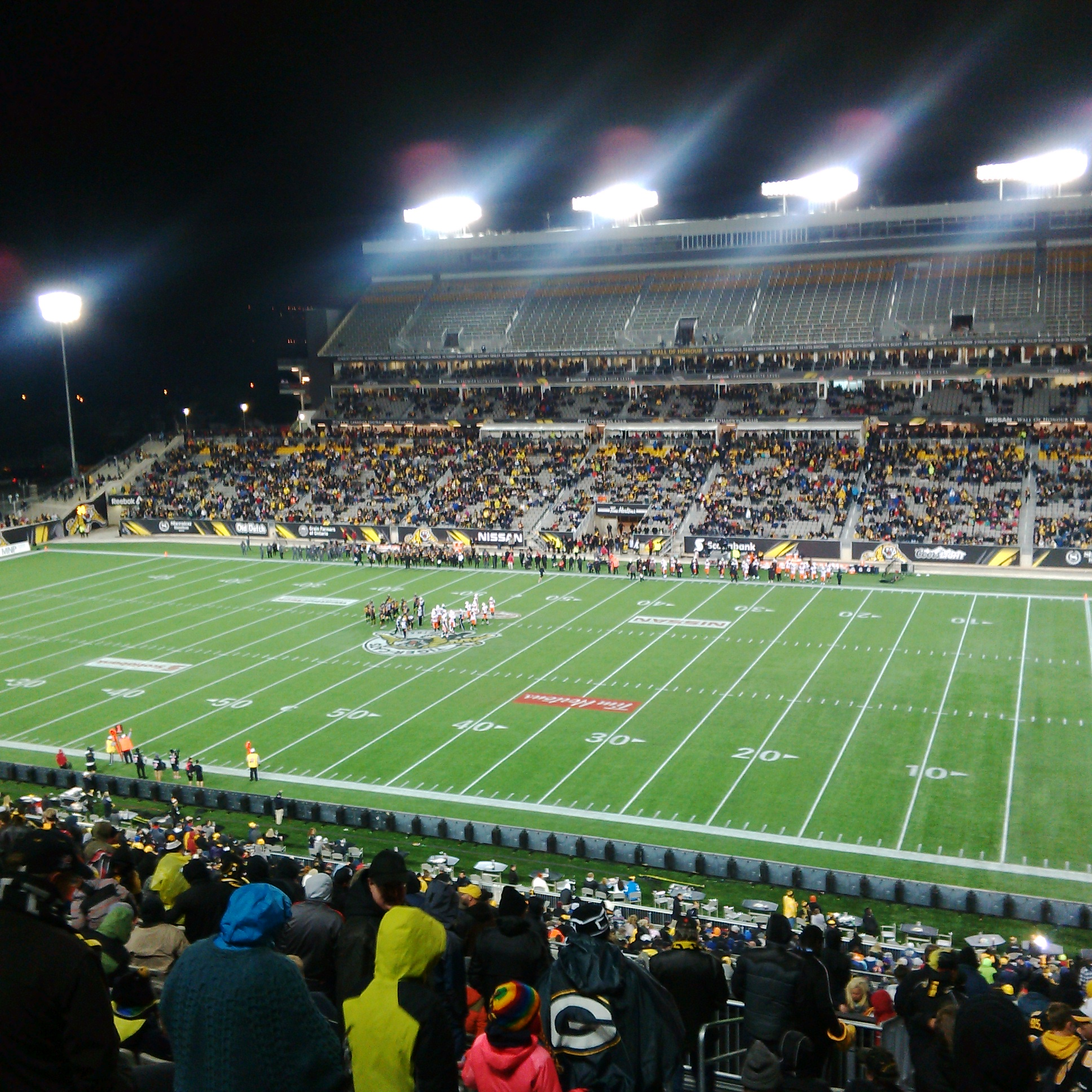
Il Tim Hortons Field, ad Hamilton, ospiterà le partite di calcio.

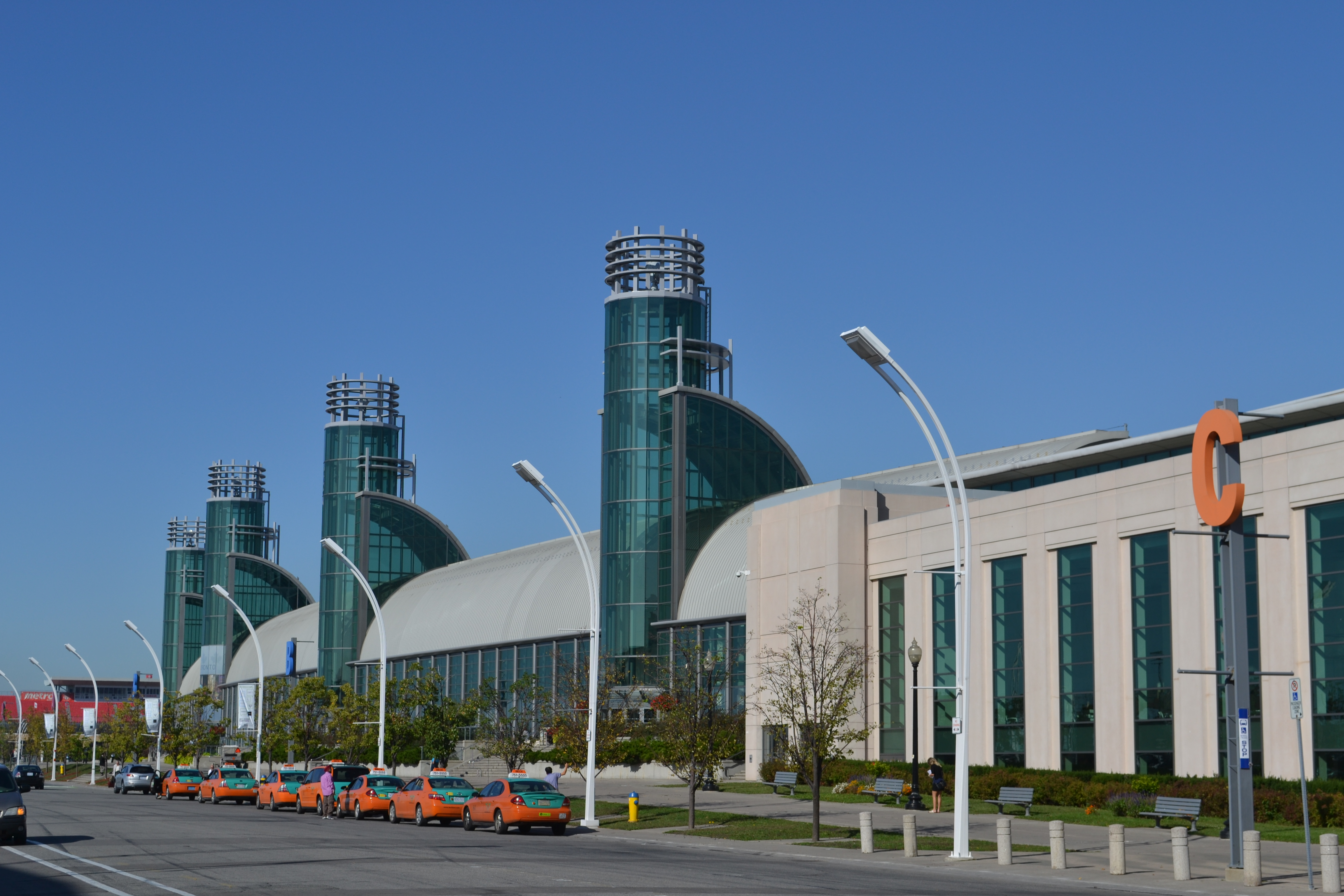
Il Direct Energy Centre, un impianto multisportivo, ospiterà diversi tornei dei giochi, tra i quali squash, raquetball, pallamano e pallavolo.

La tabella sottostante indica i giorni di competizione a partire dalla cerimonia di apertura del 10 luglio, tuttavia alcune competizioni avranno inizio prima della cerimonia di apertura, come il torneo di pallanuoto che vedrà alcune partite giocarsi anche il 7, 8 e 9 luglio, così come il nuoto sincronizzato, che vedrà svolgersi delle eliminatorie il giorno 9 luglio.
Il numero indica le finali che si svolgeranno in quella data. In azzurro i giorni delle fasi eliminatorie.
| A | Cerimonia di apertura |  | Competizioni |  | Finali | C | Cerimonia di chiusura |

| Luglio                | Luglio                | V 10 | S 11 | D 12 | L 13 | M 14 | M 15 | G 16 | V 17 | S 18 | D 19 | L 20 | M 21 | M 22 | G 23 | V 24 | S 25 | D 26 | Totale |
| --------------------- | --------------------- | ---- | ---- | ---- | ---- | ---- | ---- | ---- | ---- | ---- | ---- | ---- | ---- | ---- | ---- | ---- | ---- | ---- | ------ |
| Cerimonie             | Cerimonie             | A    |      |      |      |      |      |      |      |      |      |      |      |      |      |      |      | C    |        |
| Atletica leggera      | Atletica leggera      |      |      |      |      |      |      |      |      | 1    | 2    |      | 9    | 8    | 8    | 10   | 8    | 1    | 47     |
| Badminton             | Badminton             |      |      |      |      |      | 2    | 3    |      |      |      |      |      |      |      |      |      |      | 5      |
| Baseball              | Baseball              |      |      |      |      |      |      |      |      |      | 1    |      |      |      |      |      |      | 1    | 2      |
| Beach volley          | Beach volley          |      |      |      |      |      |      |      |      |      |      |      | 2    |      |      |      |      |      | 2      |
| Bowling               | Bowling               |      |      |      |      |      |      |      |      |      |      |      |      |      | 1    |      | 1    |      | 4      |
| Calcio                | Calcio                |      |      |      |      |      |      |      |      |      |      |      |      |      |      |      | 1    | 1    | 2      |
| Canoa                 | Canoa                 |      | 1    | 1    | 5    | 6    |      |      |      |      | 5    |      |      |      |      |      |      |      | 18     |
| Canottaggio           | Canottaggio           |      |      |      | 4    | 5    | 5    |      |      |      |      |      |      |      |      |      |      |      | 14     |
| Ciclismo              | Ciclismo              |      | 2    | 2    |      |      |      | 3    | 2    | 2    | 3    |      |      | 2    |      |      | 2    |      | 18     |
| Equitazione           | Equitazione           |      |      | 1    |      | 1    |      |      |      |      | 2    |      |      |      | 1    |      | 1    |      | 6      |
| Ginnastica            | Ginnastica            |      | 1    | 1    | 2    | 5    | 5    |      |      | 2    | 5    | 3    |      |      |      |      |      |      | 24     |
| Golf                  | Golf                  |      |      |      |      |      |      |      |      |      | 3    |      |      |      |      |      |      |      | 3      |
| Hockey su prato       | Hockey su prato       |      |      |      |      |      |      |      |      |      |      |      |      |      |      | 1    | 1    |      | 2      |
| Judo                  | Judo                  |      | 3    | 3    | 4    | 4    |      |      |      |      |      |      |      |      |      |      |      |      | 14     |
| Karate                | Karate                |      |      |      |      |      |      |      |      |      |      |      |      |      | 3    | 3    | 4    |      | 10     |
| Lotta                 | Lotta                 |      |      |      |      |      | 4    | 5    | 5    | 4    |      |      |      |      |      |      |      |      | 18     |
| Nuoto                 | Nuoto                 |      | 1    | 1    |      | 6    | 7    | 5    | 8    | 6    |      |      |      |      |      |      |      |      | 34     |
| Nuoto sincronizzato   | Nuoto sincronizzato   |      | 2    |      |      |      |      |      |      |      |      |      |      |      |      |      |      |      | 2      |
| Pallacanestro         | Pallacanestro         |      |      |      |      |      |      |      |      |      |      | 1    |      |      |      |      | 1    |      | 2      |
| Pallamano             | Pallamano             |      |      |      |      |      |      |      |      |      |      |      |      |      |      | 1    | 1    |      | 2      |
| Pallanuoto            | Pallanuoto            |      |      |      |      | 1    | 1    |      |      |      |      |      |      |      |      |      |      |      | 2      |
| Pallavolo             | Pallavolo             |      |      |      |      |      |      |      |      |      |      |      |      |      |      |      | 1    | 1    | 2      |
| Pentathlon moderno    | Pentathlon moderno    |      |      |      |      |      |      |      |      | 1    | 1    |      |      |      |      |      |      |      | 2      |
| Pattinaggio a rotelle | Pattinaggio a rotelle |      |      | 4    | 4    |      |      |      |      |      |      |      |      |      |      |      |      |      | 8      |
| Pugilato              | Pugilato              |      |      |      |      |      |      |      |      |      |      |      |      |      |      | 6    | 7    |      | 13     |
| Racquetball           | Racquetball           |      |      |      |      |      |      |      |      |      |      |      |      |      |      | 4    |      | 2    | 6      |
| Rugby a 7             | Rugby a 7             |      |      | 2    |      |      |      |      |      |      |      |      |      |      |      |      |      |      | 2      |
| Scherma               | Scherma               |      |      |      |      |      |      |      |      |      |      | 2    | 2    | 2    | 2    | 2    | 2    |      | 12     |
| Sci nautico           | Sci nautico           |      |      |      |      |      |      |      |      |      |      |      |      | 3    | 6    |      |      |      | 9      |
| Softball              | Softball              |      |      |      |      |      |      |      |      | 1    |      |      |      |      |      |      |      | 1    | 2      |
| Sollevamento pesi     | Sollevamento pesi     |      | 3    | 3    | 3    | 3    | 3    |      |      |      |      |      |      |      |      |      |      |      | 15     |
| Squash                | Squash                |      |      |      | 2    | 2    |      |      | 2    |      |      |      |      |      |      |      |      |      | 6      |
| Taekwondo             | Taekwondo             |      |      |      |      |      |      |      |      |      | 2    | 2    | 2    | 2    |      |      |      |      | 8      |
| Tennis                | Tennis                |      |      |      |      |      | 3    | 2    |      |      |      |      |      |      |      |      |      |      | 5      |
| Tennis tavolo         | Tennis tavolo         |      |      |      |      |      |      |      |      |      |      |      | 2    |      |      |      | 2    |      | 4      |
| Tiro                  | Tiro                  |      |      | 2    | 3    | 1    | 2    | 1    | 2    | 2    | 2    |      |      |      |      |      |      |      | 15     |
| Tiro con l'arco       | Tiro con l'arco       |      |      |      |      |      |      |      | 2    | 2    |      |      |      |      |      |      |      |      | 4      |
| Triathlon             | Triathlon             |      | 1    | 1    |      |      |      |      |      |      |      |      |      |      |      |      |      |      | 2      |
| Tuffi                 | Tuffi                 |      | 2    | 2    | 4    |      |      |      |      |      |      |      |      |      |      |      |      |      | 8      |
| Vela                  | Vela                  |      |      |      |      |      |      |      |      | 5    | 5    |      |      |      |      |      |      |      | 10     |
| Totale medaglie d'oro | Totale medaglie d'oro |      | 16   | 23   | 31   | 34   | 32   | 19   | 21   | 26   | 31   | 8    | 17   | 17   | 22   | 27   | 33   | 7    | 364    |

## Medagliere
Classifica dei primi dieci paesi in medaglie d'oro. Per altri, vedere la voce principale.
     Paese ospitante
| Posiz. | Nazione     | Oro | Argento | Bronzo | Totale |
| ------ | ----------- | --- | ------- | ------ | ------ |
| 1      | Stati Uniti | 103 | 81      | 81     | 265    |
| 2      | Canada      | 78  | 69      | 70     | 217    |
| 3      | Brasile     | 41  | 40      | 60     | 141    |
| 4      | Cuba        | 36  | 27      | 34     | 97     |
| 5      | Colombia    | 27  | 14      | 31     | 72     |
| 6      | Messico     | 22  | 30      | 43     | 95     |
| 7      | Argentina   | 15  | 29      | 31     | 75     |
| 8      | Venezuela   | 8   | 22      | 20     | 50     |
| 9      | Ecuador     | 7   | 9       | 16     | 32     |
| 10     | Guatemala   | 6   | 1       | 3      | 10     |